# 梅纳海姆·普莱斯勒
梅纳海姆·普莱斯勒（希伯來語：מנחם פרסלר，1923年12月16日—2023年5月6日），以色列裔美国钢琴家及学术教师，于1955年参与创立了美艺三重奏组合，并一直留到了2008年组合解散，一共献出了上百首音乐及举办了上千场音乐会，其演奏风格被认为注重优雅、温柔和清澈。此外，普莱斯勒还曾经在印第安纳大学布卢明顿校區任教。

## 早年生活
普莱斯勒在1923年12月16日生于马格德堡，父母均为犹太裔，原本拥有一家男士服装店，但后来在1938年11月9日到10日水晶之夜期间被摧毁。1939年，普莱斯勒一家逃离了纳粹德国，最开始去到了意大利，后来又搬到了托管地时期的巴勒斯坦。普莱斯勒幼时患有进食困难，甚至在一次弹奏贝多芬的曲子时昏倒，不过他后来回忆称弹钢琴最终帮他治愈了这一疾病。普莱斯勒的祖父母等很多亲戚都在被关在集中营期间离世。
1946年，普莱斯勒在旧金山举办的德布西国际钢琴竞赛（Debussy International Piano Competition）中赢得了一等奖，并由此开启了职业生涯，同时又移民到了美国。1947年，普莱斯勒于卡内基音乐厅首次登上表演舞台，与尤金·奥曼迪指挥的费城管弦乐团一起演奏了舒曼的钢琴协奏曲。

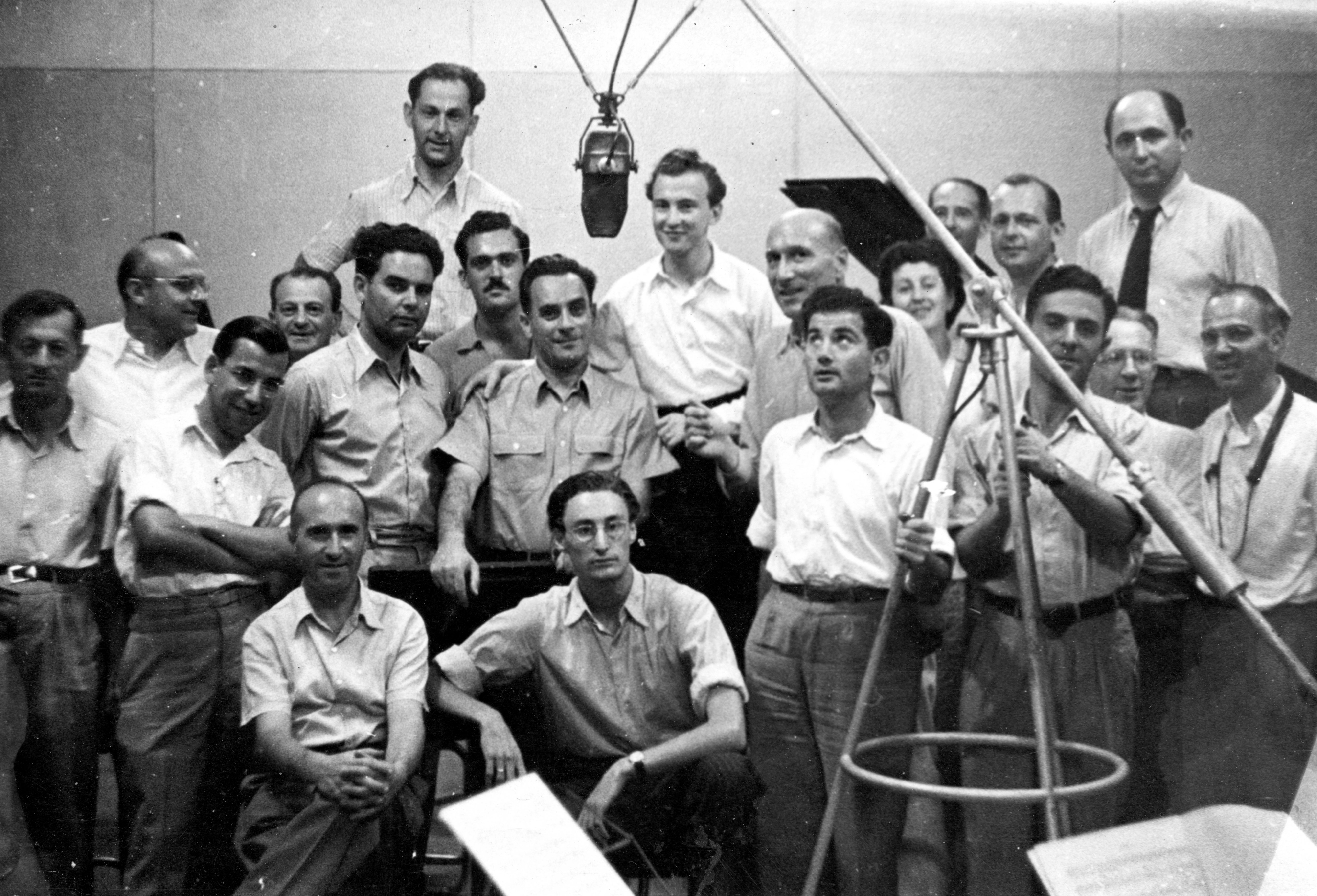
巴勒斯坦广播服务工作室内表演完舒曼钢琴协奏曲的艺术家合影，普莱斯勒站在麦克风的右边，摄于1947年7月

## 职业生涯
普莱斯勒在职业生涯之初以独奏为主，曾跟随南美、欧洲、芝加哥、克利夫兰、德拉斯州、纽约、匹兹堡、旧金山、布鲁塞尔、赫尔辛基、伦敦、奥斯陆和巴黎等地的流行管弦乐团进行巡演。1955年起，普莱斯勒进入印第安纳大学布卢明顿分校的雅各布斯音乐学院教授钢琴。1955年，普莱斯勒与小提琴手丹尼尔·吉莱特和大提琴手伯纳德·格林豪斯搭档，在伯克希尔音乐节上演奏了莫扎特的钢琴三重奏，是为他的首次室内演出。由于这次演出取得了巨大成功，三人遂组成了“美艺三重奏”组合，这个组合的成员发生了多次变动，而普莱斯勒是唯一一个一直留在团队里的初创成员。
“美艺三重奏”经常每年进行130多场演出，其第一场表演演出的作品是由莫里斯·拉威爾和加布里埃爾·佛瑞创作的钢琴三重奏的其中一个套曲。除此之外，团队还演奏过查理斯·艾伍士和尼德·罗雷姆等当代音乐家的作品，亦曾经以六人甚至八人组合演奏合奏音乐。
2008年，普莱斯勒借参加水晶之夜70周年纪念活动的机会回到了德国，2010年，普莱斯勒与美艺三重奏的最后一位大提琴手安东尼奥·梅内塞斯一起参与了莱茵高音乐节。2013年12月，90岁的普莱斯勒首次牵手柏林爱乐乐团，出现在了他们举办的除夕夜音乐会上，该次演出通过电视渠道在全世界播出。
1950年代初，普莱斯勒为米高梅唱片录制了大量独奏钢琴曲以及各类作曲家专为钢琴或管弦乐器创作的音乐，同时美艺三重奏团队又为飛利浦录制了众多音乐。此外，普莱斯勒还为La Dolce Volta厂牌和德意志留声机录制了许多独奏音乐。2018年，普莱斯勒为女友安娜贝尔·怀特斯通录制了一首法国式音乐。

## 个人生活
普莱斯勒于1949年与妻子萨拉·舍尔兴（Sara Scherchen）结婚，两人的婚姻一直持续到了2014年舍尔兴去世，一共育有两个孩子。2016年，普莱斯勒与自1966年起就互相认识的安娜贝尔·怀特斯通开启了恋爱关系。
普莱斯勒的一生主要在印第安纳州的布卢明顿和英国的伦敦度过。2023年5月6日，普莱斯勒在伦敦的家中去世。

## 奖项与荣誉
普莱斯勒拥有内布拉斯加大学林肯分校、舊金山音樂學院、伦敦大学皇家音乐学院、北卡罗来纳艺术学院以及內蓋夫本-古里安大學等校的荣誉博士学位。
2005年，普莱斯勒获得了德国最高荣誉德意志联邦共和国功绩勋章，后又被授予司令级藝術與文學勳章。2007年，普莱斯勒凭借对表演行业的终生贡献以及在音乐方面的领头作用，被耶律撒冷音乐及舞蹈学院评为院士。
普莱斯勒前后获得过五次格莱美奖提名，并获得过美国室内音乐（Chamber Music America）颁发的杰出服务奖、 全国文学与艺术学会颁发的金质功绩勋章，此外亦是美国文理科学院的一员，以及获得过《留声机》杂志、国际古典音乐奖等授予的终身成就奖。

## 延伸阅读
- Pressler, Menahem; Noltze, Holger; Körber-Stiftung edition Körber-Stiftung. . Hamburg. 2016. ISBN 978-3-89684-177-3. OCLC 932720628 （德语）.
- . nmz. 2023-05-09  [2024-08-04]. （原始内容存档于2023-05-12） （德语）.
- . Experience the Chicago Symphony Orchestra. 2023-05-06  [2024-08-04]. （原始内容存档于2024-05-22）.